# ATP Awards

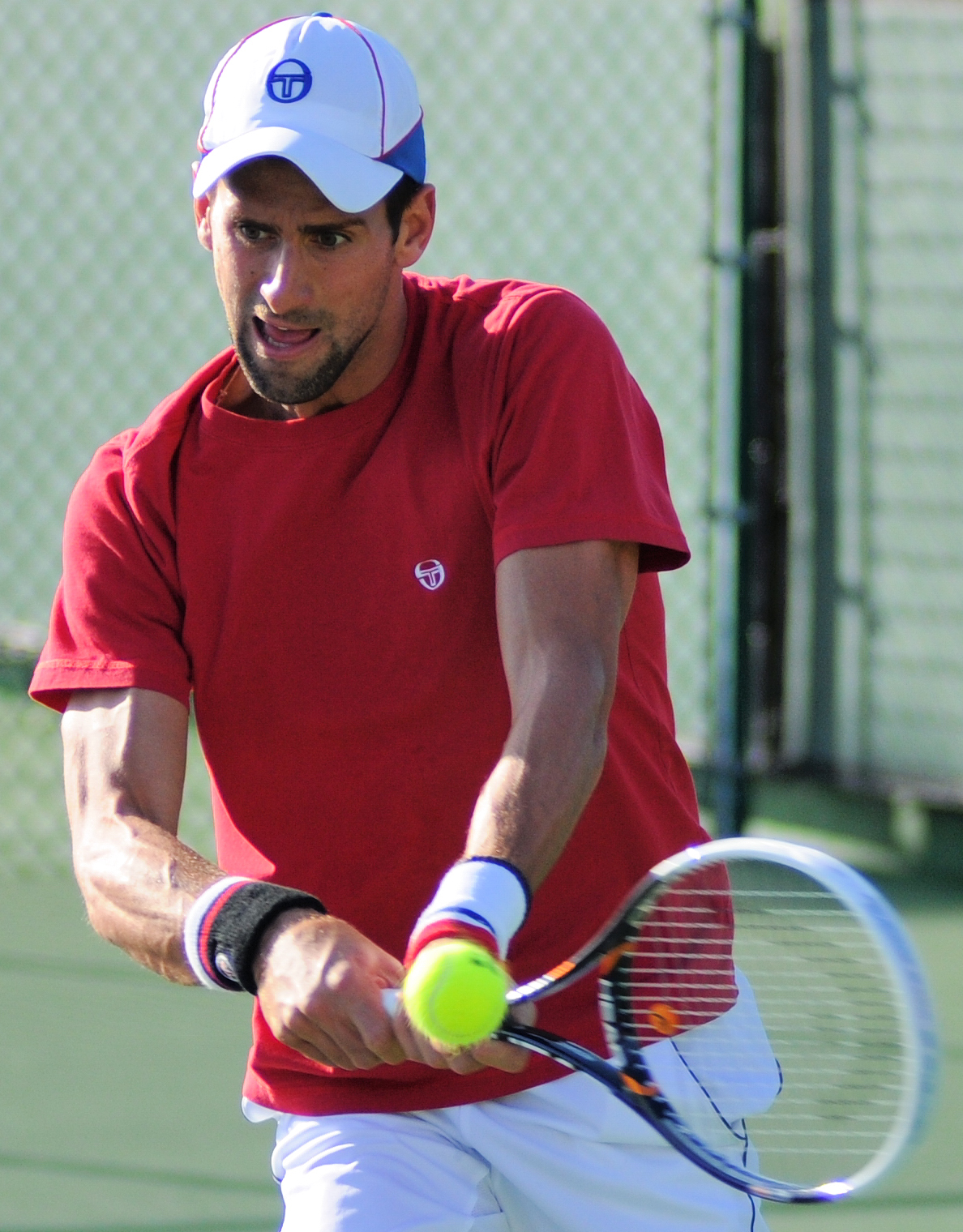
Novak Djokovic, joueur de l'année à 8 reprises.

Les ATP Awards sont une liste de prix décernés par l'ATP aux joueurs ou personnalités tennistiques qui se sont particulièrement illustrés au cours d'une saison.
Cet article recense les vainqueurs successifs des différentes distinctions mises en jeu.

## Récompenses déterminées par le classement

### Joueur et équipe de l'année
Actuellement les prix du joueur et de l'équipe de l'année sont remis aux nos 1 mondiaux du classement ATP. Par le passé, une distinction était faite entre les 2 prix. En 1975, 1976, 1977, 1978, 1982 et 1989, le joueur de l'année n'était pas 1er au classement ATP à la fin de la saison ; le classement était dominé par Jimmy Connors (1975-78), John McEnroe (1982) et Ivan Lendl (1989).
Avec 8 prix remportés, Novak Djokovic détient le record de distinctions de Joueur de l'année.
Bob et Mike Bryan, 10 fois nommés Équipe de double de l'année, sont les recordmen dans cette catégorie.
| Année | Joueur de l'année Player of the year | Joueur de l'année Player of the year | Équipe de double de l'année Doubles team of the year | Équipe de double de l'année Doubles team of the year |
| Année | Joueur                               | Nationalité                          | Équipe                                               | Nationalité                                          |
| ----- | ------------------------------------ | ------------------------------------ | ---------------------------------------------------- | ---------------------------------------------------- |
| 1975  | Arthur Ashe                          | États-Unis                           | Brian Gottfried Raúl Ramírez                         | États-Unis Mexique                                   |
| 1976  | Björn Borg                           | Suède                                | Brian Gottfried (2) Raúl Ramírez (2)                 | États-Unis Mexique                                   |
| 1977  | Björn Borg (2)                       | Suède                                | Bob Hewitt Frew McMillan                             | Afrique du Sud                                       |
| 1978  | Björn Borg (3)                       | Suède                                | Bob Hewitt (2) Frew McMillan (2)                     | Afrique du Sud                                       |
| 1979  | Björn Borg (4)                       | Suède                                | Peter Fleming John McEnroe                           | États-Unis                                           |
| 1980  | Björn Borg (5)                       | Suède                                | Bob Lutz Stan Smith                                  | États-Unis                                           |
| 1981  | John McEnroe                         | États-Unis                           | Peter Fleming (2) John McEnroe (2)                   | États-Unis                                           |
| 1982  | Jimmy Connors                        | États-Unis                           | Sherwood Stewart Ferdi Taygan                        | États-Unis                                           |
| 1983  | John McEnroe (2)                     | États-Unis                           | Peter Fleming (3) John McEnroe (3)                   | États-Unis                                           |
| 1984  | John McEnroe (3)                     | États-Unis                           | Peter Fleming (4) John McEnroe (4)                   | États-Unis                                           |
| 1985  | Ivan Lendl                           | Tchécoslovaquie                      | Ken Flach Robert Seguso                              | États-Unis                                           |
| 1986  | Ivan Lendl (2)                       | Tchécoslovaquie                      | Hans Gildemeister Andrés Gómez                       | Chili Équateur                                       |
| 1987  | Ivan Lendl (3)                       | Tchécoslovaquie                      | Stefan Edberg Anders Järryd                          | Suède                                                |
| 1988  | Mats Wilander                        | Suède                                | Rick Leach Jim Pugh                                  | États-Unis                                           |
| 1989  | Boris Becker                         | Allemagne de l'Ouest                 | Rick Leach (2) Jim Pugh (2)                          | États-Unis                                           |
| 1990  | Stefan Edberg                        | Suède                                | Pieter Aldrich Danie Visser                          | Afrique du Sud                                       |
| 1991  | Stefan Edberg (2)                    | Suède                                | John Fitzgerald Anders Järryd (2)                    | Australie Suède                                      |
| 1992  | Jim Courier                          | États-Unis                           | Todd Woodbridge Mark Woodforde                       | Australie                                            |
| 1993  | Pete Sampras                         | États-Unis                           | Grant Connell Patrick Galbraith                      | Canada États-Unis                                    |
| 1994  | Pete Sampras (2)                     | États-Unis                           | Jacco Eltingh Paul Haarhuis                          | Pays-Bas                                             |
| 1995  | Pete Sampras (3)                     | États-Unis                           | Todd Woodbridge (2) Mark Woodforde (2)               | Australie                                            |
| 1996  | Pete Sampras (4)                     | États-Unis                           | Todd Woodbridge (3) Mark Woodforde (3)               | Australie                                            |
| 1997  | Pete Sampras (5)                     | États-Unis                           | Todd Woodbridge (4) Mark Woodforde (4)               | Australie                                            |
| 1998  | Pete Sampras (6)                     | États-Unis                           | Jacco Eltingh (2) Paul Haarhuis (2)                  | Pays-Bas                                             |
| 1999  | Andre Agassi                         | États-Unis                           | Mahesh Bhupathi Leander Paes                         | Inde                                                 |
| 2000  | Gustavo Kuerten                      | Brésil                               | Todd Woodbridge (5) Mark Woodforde (5)               | Australie                                            |
| 2001  | Lleyton Hewitt                       | Australie                            | Jonas Björkman Todd Woodbridge (6)                   | Suède Australie                                      |
| 2002  | Lleyton Hewitt (2)                   | Australie                            | Mark Knowles Daniel Nestor                           | Bahamas Canada                                       |
| 2003  | Andy Roddick                         | États-Unis                           | Bob Bryan Mike Bryan                                 | États-Unis                                           |
| 2004  | Roger Federer                        | Suisse                               | Mark Knowles (2) Daniel Nestor (2)                   | Bahamas Canada                                       |
| 2005  | Roger Federer (2)                    | Suisse                               | Bob Bryan (2) Mike Bryan (2)                         | États-Unis                                           |
| 2006  | Roger Federer (3)                    | Suisse                               | Bob Bryan (3) Mike Bryan (3)                         | États-Unis                                           |
| 2007  | Roger Federer (4)                    | Suisse                               | Bob Bryan (4) Mike Bryan (4)                         | États-Unis                                           |
| 2008  | Rafael Nadal                         | Espagne                              | Nenad Zimonjić Daniel Nestor (3)                     | Serbie Canada                                        |
| 2009  | Roger Federer (5)                    | Suisse                               | Bob Bryan (5) Mike Bryan (5)                         | États-Unis                                           |
| 2010  | Rafael Nadal (2)                     | Espagne                              | Bob Bryan (6) Mike Bryan (6)                         | États-Unis                                           |
| 2011  | Novak Djokovic                       | Serbie                               | Bob Bryan (7) Mike Bryan (7)                         | États-Unis                                           |
| 2012  | Novak Djokovic (2)                   | Serbie                               | Bob Bryan (8) Mike Bryan (8)                         | États-Unis                                           |
| 2013  | Rafael Nadal (3)                     | Espagne                              | Bob Bryan (9) Mike Bryan (9)                         | États-Unis                                           |
| 2014  | Novak Djokovic (3)                   | Serbie                               | Bob Bryan (10) Mike Bryan (10)                       | États-Unis                                           |
| 2015  | Novak Djokovic (4)                   | Serbie                               | Jean-Julien Rojer Horia Tecău                        | Pays-Bas Roumanie                                    |
| 2016  | Andy Murray                          | Royaume-Uni                          | Jamie Murray Bruno Soares                            | Royaume-Uni Brésil                                   |
| 2017  | Rafael Nadal (4)                     | Espagne                              | Łukasz Kubot Marcelo Melo                            | Pologne Brésil                                       |
| 2018  | Novak Djokovic (5)                   | Serbie                               | Oliver Marach Mate Pavić                             | Autriche Croatie                                     |
| 2019  | Rafael Nadal (5)                     | Espagne                              | Juan Sebastián Cabal Robert Farah                    | Colombie                                             |
| 2020  | Novak Djokovic (6)                   | Serbie                               | Mate Pavić (2) Bruno Soares                          | Croatie Brésil                                       |
| 2021  | Novak Djokovic (7)                   | Serbie                               | Nikola Mektić Mate Pavić (3)                         | Croatie                                              |
| 2022  | Carlos Alcaraz                       | Espagne                              | Wesley Koolhof Neal Skupski                          | Pays-Bas Royaume-Uni                                 |
| 2023  | Novak Djokovic (8)                   | Serbie                               | Ivan Dodig Austin Krajicek                           | Croatie États-Unis                                   |
| 2024  | Jannik Sinner                        | Italie                               | Marcelo Arévalo Mate Pavić (4)                       | Salvador Croatie                                     |

## Récompenses décernées par les joueurs du circuit
Ces prix sont attribués par le vote des joueurs du circuit.

### Joueur s'étant le plus amélioré
Ce prix (Most Improved Player of the year) récompense depuis 1973 le joueur ayant le plus progressé sur l'année.
Deux joueurs ont remporté 2 fois ce prix : Andre Agassi et Novak Djokovic, consécutivement pour ce dernier.
| Année | Joueur              | Nationalité          |
| ----- | ------------------- | -------------------- |
| 1973  | Vijay Amritraj      | Inde                 |
| 1974  | Guillermo Vilas     | Argentine            |
| 1975  | Vitas Gerulaitis    | États-Unis           |
| 1976  | Wojtek Fibak        | Pologne              |
| 1977  | Brian Gottfried     | États-Unis           |
| 1978  | John McEnroe        | États-Unis           |
| 1979  | Víctor Pecci        | Paraguay             |
| 1981  | Ivan Lendl          | Tchécoslovaquie      |
| 1982  | Peter McNamara      | Australie            |
| 1983  | Jimmy Arias         | États-Unis           |
| 1985  | Boris Becker        | Allemagne de l'Ouest |
| 1986  | Mikael Pernfors     | Suède                |
| 1987  | Peter Lundgren      | Suède                |
| 1988  | Andre Agassi        | États-Unis           |
| 1989  | Michael Chang       | États-Unis           |
| 1990  | Pete Sampras        | États-Unis           |
| 1991  | Jim Courier         | États-Unis           |
| 1992  | Henrik Holm         | Suède                |
| 1993  | Todd Martin         | États-Unis           |
| 1994  | Ievgueni Kafelnikov | Russie               |

| Année | Joueur                | Nationalité |
| ----- | --------------------- | ----------- |
| 1995  | Thomas Enqvist        | Suède       |
| 1996  | Tim Henman            | Royaume-Uni |
| 1997  | Patrick Rafter        | Australie   |
| 1998  | Andre Agassi (2)      | États-Unis  |
| 1999  | Nicolás Lapentti      | Équateur    |
| 2000  | Marat Safin           | Russie      |
| 2001  | Goran Ivanišević      | Croatie     |
| 2002  | Paradorn Srichaphan   | Thaïlande   |
| 2003  | Rainer Schüttler      | Allemagne   |
| 2004  | Joachim Johansson     | Suède       |
| 2005  | Rafael Nadal          | Espagne     |
| 2006  | Novak Djokovic        | Serbie      |
| 2007  | Novak Djokovic (2)    | Serbie      |
| 2008  | Jo-Wilfried Tsonga    | France      |
| 2009  | John Isner            | États-Unis  |
| 2010  | Andrey Golubev        | Kazakhstan  |
| 2011  | Alex Bogomolov        | États-Unis  |
| 2012  | Marinko Matosevic     | Australie   |
| 2013  | Pablo Carreño Busta   | Espagne     |
| 2014  | Roberto Bautista-Agut | Espagne     |

| Année | Joueur                     | Nationalité  |
| ----- | -------------------------- | ------------ |
| 2015  | Chung Hyeon                | Corée du Sud |
| 2016  | Lucas Pouille              | France       |
| 2017  | Denis Shapovalov           | Canada       |
| 2018  | Stéfanos Tsitsipás         | Grèce        |
| 2019  | Matteo Berrettini          | Italie       |
| 2020  | Andrey Rublev              | Russie       |
| 2021  | Aslan Karatsev             | Russie       |
| 2022  | Carlos Alcaraz             | Espagne      |
| 2023  | Jannik Sinner              | Italie       |
| 2024  | Giovanni Mpetshi Perricard | France       |

Note : en 1980 et 1984 le prix n'a pas été décerné.

### Come-back de l'année
Depuis 1979, ce prix (Comeback Player of the year) récompense un joueur qui a réussi son retour sur le circuit après avoir été éloigné des courts pendant une certaine période.
Trois joueurs ont remporté ce prix à 2 reprises : Sergi Bruguera, Tommy Haas et Juan Martín del Potro.
| Année | Joueur                    | Nationalité |
| ----- | ------------------------- | ----------- |
| 1979  | Arthur Ashe               | États-Unis  |
| 1981  | Bob Lutz                  | États-Unis  |
| 1982  | Jeff Borowiak             | États-Unis  |
| 1983  | Butch Walts               | États-Unis  |
| 1989  | Goran Prpić               | Yougoslavie |
| 1990  | Thomas Muster             | Autriche    |
| 1991  | Jimmy Connors             | États-Unis  |
| 1992  | Henri Leconte             | France      |
| 1993  | Mikael Pernfors           | Suède       |
| 1994  | Guy Forget                | France      |
| 1995  | Derrick Rostagno          | États-Unis  |
| 1996  | Stéphane Simian           | France      |
| 1997  | Sergi Bruguera            | Espagne     |
| 1998  | Younès El Aynaoui         | Maroc       |
| 1999  | Chris Woodruff            | États-Unis  |
| 2000  | Sergi Bruguera (2)        | Espagne     |
| 2001  | Guillermo Cañas           | Argentine   |
| 2002  | Richard Krajicek          | Pays-Bas    |
| 2003  | Mark Philippoussis        | Australie   |
| 2004  | Tommy Haas                | Allemagne   |
| 2005  | James Blake               | États-Unis  |
| 2006  | Mardy Fish                | États-Unis  |
| 2007  | Igor Andreev              | Russie      |
| 2008  | Rainer Schüttler          | Allemagne   |
| 2009  | Marco Chiudinelli         | Suisse      |
| 2010  | Robin Haase               | Pays-Bas    |
| 2011  | Juan Martín del Potro     | Argentine   |
| 2012  | Tommy Haas (2)            | Allemagne   |
| 2013  | Rafael Nadal              | Espagne     |
| 2014  | David Goffin              | Belgique    |
| 2015  | Benoît Paire              | France      |
| 2016  | Juan Martín del Potro (2) | Argentine   |
| 2017  | Roger Federer             | Suisse      |
| 2018  | Novak Djokovic            | Serbie      |
| 2019  | Andy Murray               | Royaume-Uni |
| 2020  | Vasek Pospisil            | Canada      |
| 2021  | Mackenzie McDonald        | États-Unis  |
| 2022  | Borna Ćorić               | Croatie     |
| 2023  | Jan-Lennard Struff        | Allemagne   |
| 2024  | Matteo Berrettini         | Italie      |

Note : en 1980 et de 1984 à 1988 le prix n'a pas été décerné.

### Prix Stefan Edberg de la sportivité
Depuis 1977, ce prix (Stefan Edberg Sportsmanship Award) récompense le joueur ayant l'attitude la plus sportive sur le court. Ce trophée est baptisé depuis 1996 du nom de Stefan Edberg, 5 fois vainqueur du prix.
Roger Federer est le recordman dans cette catégorie avec 13 prix remportés.
| Année | Joueur                  | Nationalité     |
| ----- | ----------------------- | --------------- |
| 1977  | Arthur Ashe             | États-Unis      |
| 1979  | Stan Smith              | États-Unis      |
| 1980  | Jaime Fillol            | Chili           |
| 1981  | José Luis Clerc         | Argentine       |
| 1982  | Steve Denton            | États-Unis      |
| 1983  | José Higueras           | Espagne         |
| 1984  | Brian Gottfried         | États-Unis      |
| 1985  | Mats Wilander           | Suède           |
| 1986  | Yannick Noah            | France          |
| 1987  | Miloslav Mečíř          | Tchécoslovaquie |
| 1988  | Stefan Edberg           | Suède           |
| 1989  | Stefan Edberg (2)       | Suède           |
| 1990  | Stefan Edberg (3)       | Suède           |
| 1991  | John Fitzgerald         | Australie       |
| 1992  | Stefan Edberg (4)       | Suède           |
| 1993  | Todd Martin             | États-Unis      |
| 1994  | Todd Martin (2)         | États-Unis      |
| 1995  | Stefan Edberg (5)       | Suède           |
| 1996  | Àlex Corretja           | Espagne         |
| 1997  | Patrick Rafter          | Australie       |
| 1998  | Àlex Corretja (2)       | Espagne         |
| 1999  | Patrick Rafter (2)      | Australie       |
| 2000  | Patrick Rafter (3)      | Australie       |
| 2001  | Patrick Rafter (4)      | Australie       |
| 2002  | Paradorn Srichaphan     | Thaïlande       |
| 2003  | Paradorn Srichaphan (2) | Thaïlande       |
| 2004  | Roger Federer           | Suisse          |
| 2005  | Roger Federer (2)       | Suisse          |
| 2006  | Roger Federer (3)       | Suisse          |
| 2007  | Roger Federer (4)       | Suisse          |
| 2008  | Roger Federer (5)       | Suisse          |
| 2009  | Roger Federer (6)       | Suisse          |
| 2010  | Rafael Nadal            | Espagne         |
| 2011  | Roger Federer (7)       | Suisse          |
| 2012  | Roger Federer (8)       | Suisse          |
| 2013  | Roger Federer (9)       | Suisse          |
| 2014  | Roger Federer (10)      | Suisse          |
| 2015  | Roger Federer (11)      | Suisse          |
| 2016  | Roger Federer (12)      | Suisse          |
| 2017  | Roger Federer (13)      | Suisse          |
| 2018  | Rafael Nadal (2)        | Espagne         |
| 2019  | Rafael Nadal (3)        | Espagne         |
| 2020  | Rafael Nadal (4)        | Espagne         |
| 2021  | Rafael Nadal (5)        | Espagne         |
| 2022  | Casper Ruud             | Norvège         |
| 2023  | Carlos Alcaraz          | Espagne         |
| 2024  | Grigor Dimitrov         | Bulgarie        |

Note : en 1978 le prix n'a pas été décerné.

### Révélation de l'année
Ce prix (Newcomer of the year) est attribué au joueur ayant fait son entrée dans le top 100 pour la première fois de sa carrière au cours de l'année et ayant eu le plus gros impact sur le circuit.
De 2013 à 2017, il a été remplacé par le ATP Star of Tomorrow Award et revenait au plus jeune joueur classé parmi les 100 premiers mondiaux.
| Année | Joueur             | Nationalité |
| ----- | ------------------ | ----------- |
| 1975  | Vitas Gerulaitis   | États-Unis  |
| 1976  | Wojtek Fibak       | Pologne     |
| 1977  | Tim Gullikson      | États-Unis  |
| 1978  | John McEnroe       | États-Unis  |
| 1979  | Vincent Van Patten | États-Unis  |
| 1980  | Mel Purcell        | États-Unis  |
| 1981  | Tim Mayotte        | États-Unis  |
| 1982  | Chip Hooper        | États-Unis  |
| 1983  | Scott Davis        | États-Unis  |
| 1984  | Bob Green          | États-Unis  |
| 1985  | Jaime Yzaga        | Pérou       |
| 1986  | Ulf Stenlund       | Suède       |
| 1987  | Richey Reneberg    | États-Unis  |
| 1988  | Michael Chang      | États-Unis  |
| 1989  | Sergi Bruguera     | Espagne     |
| 1990  | Fabrice Santoro    | France      |
| 1991  | Byron Black        | Zimbabwe    |
| 1992  | Andreï Medvedev    | Ukraine     |
| 1993  | Patrick Rafter     | Australie   |
| 1994  | Albert Costa       | Espagne     |

| Année | Joueur              | Nationalité |
| ----- | ------------------- | ----------- |
| 1995  | Mark Philippoussis  | Australie   |
| 1996  | Dominik Hrbatý      | Slovaquie   |
| 1997  | Julián Alonso       | Espagne     |
| 1998  | Marat Safin         | Russie      |
| 1999  | Juan Carlos Ferrero | Espagne     |
| 2000  | Olivier Rochus      | Belgique    |
| 2001  | Andy Roddick        | États-Unis  |
| 2002  | Paul-Henri Mathieu  | France      |
| 2003  | Rafael Nadal        | Espagne     |
| 2004  | Florian Mayer       | Allemagne   |
| 2005  | Gaël Monfils        | France      |
| 2006  | Benjamin Becker     | Allemagne   |
| 2007  | Jo-Wilfried Tsonga  | France      |
| 2008  | Kei Nishikori       | Japon       |
| 2009  | Horacio Zeballos    | Argentine   |
| 2010  | Tobias Kamke        | Allemagne   |
| 2011  | Milos Raonic        | Canada      |
| 2012  | Martin Kližan       | Slovaquie   |
| 2013  | Jiří Veselý         | Tchéquie    |
| 2014  | Borna Ćorić         | Croatie     |

| Année | Joueur           | Nationalité |
| ----- | ---------------- | ----------- |
| 2015  | Alexander Zverev | Allemagne   |
| 2016  | Taylor Fritz     | États-Unis  |
| 2017  | Denis Shapovalov | Canada      |
| 2018  | Alex de Minaur   | Australie   |
| 2019  | Jannik Sinner    | Italie      |
| 2020  | Carlos Alcaraz   | Espagne     |
| 2021  | Jenson Brooksby  | États-Unis  |
| 2022  | Holger Rune      | Danemark    |
| 2023  | Arthur Fils      | France      |
| 2024  | Jakub Menšík     | Tchéquie    |

### Tournois de l'année par catégorie
| Année | Masters 1000 | ATP 500           | ATP 250                    | Challenger                                        |
| ----- | ------------ | ----------------- | -------------------------- | ------------------------------------------------- |
| 1986  |              | Cincinnati        | Stuttgart                  |                                                   |
| 1987  |              | Stratton Mountain | Stuttgart                  |                                                   |
| 1988  |              | Indianapolis      | Stuttgart                  |                                                   |
| 1989  |              | Indianapolis      | Stuttgart                  |                                                   |
| 1990  |              | Indianapolis      | Memphis                    |                                                   |
| 1991  |              | Indianapolis      | Gstaad                     |                                                   |
| 1992  |              | Indianapolis      | Scottsdale                 |                                                   |
| 1993  |              | Indianapolis      | Scottsdale                 |                                                   |
| 1994  |              | Indianapolis      | Sun City                   |                                                   |
| 1995  |              | Indianapolis      | Tel Aviv                   |                                                   |
| 1996  |              | Indianapolis      | Gstaad                     |                                                   |
| 1997  |              | Indianapolis      | Kitzbühel                  |                                                   |
| 1998  |              | Miami             | Dubaï                      |                                                   |
| 1999  |              | Miami             | Lyon et Scottsdale         |                                                   |
| 2000  |              | Miami             | Halle                      |                                                   |
| 2001  | Monte-Carlo  | Indianapolis      | Shanghai                   |                                                   |
| 2002  | Miami        | Kitzbühel         | Båstad                     |                                                   |
| 2003  | Miami        | Dubaï             | Houston et Båstad          |                                                   |
| 2004  | Miami        | Dubaï             | Houston et Båstad          |                                                   |
| 2005  | Miami        | Dubaï             | Båstad                     |                                                   |
| 2006  | Miami        | Dubaï             | Båstad                     |                                                   |
| 2007  | Monte Carlo  | Acapulco          | Båstad                     |                                                   |
| 2008  | Miami        | Dubaï             | Båstad                     |                                                   |
| 2009  | Shanghai     | Dubaï             | Båstad                     |                                                   |
| 2010  | Shanghai     | Dubaï             | Båstad                     |                                                   |
| 2011  | Shanghai     | Dubaï             | Båstad                     |                                                   |
| 2012  | Shanghai     | Dubaï             | Båstad                     |                                                   |
| 2013  | Shanghai     | Dubaï             | Queen's                    |                                                   |
| 2014  | Indian Wells | Dubaï             | Queen's                    | Brunswick et Gênes                                |
| 2015  | Indian Wells | Queen's           | Doha et Saint-Pétersbourg  | Brunswick, Monterrey et Mons                      |
| 2016  | Indian Wells | Queen's           | Stockholm et Winston-Salem | Brunswick, Szczecin et Mons                       |
| 2017  | Indian Wells | Acapulco          | Doha                       | Brunswick, Heilbronn et Vancouver                 |
| 2018  | Indian Wells | Queen's           | Stockholm                  | Heilbronn, Vancouver et Puerto Vallarta           |
| 2019  | Indian Wells | Acapulco          | Doha                       | Brunswick, Heilbronn, Puerto Vallarta et Szczecin |
| 2021  | Indian Wells | Vienne            | Doha                       |                                                   |
| 2022  | Indian Wells | Queen's           | Doha                       |                                                   |
| 2023  | Indian Wells | Queen's           | Båstad                     | León                                              |
| 2024  | Indian Wells | Queen's           | Doha                       | Mexico                                            |

Note : en 2020 les prix n'ont pas été décernés.

## Récompenses décernées par les entraîneurs
Le prix ATP Coach Of The Year est voté par l'ensemble des entraîneurs du circuit. Ce prix récompense l'entraîneur qui a guidé et emmené son joueur à un haut niveau de performance sur l'ensemble de la saison.
Le Tim Gullikson Career Coach Award est voté par l'ensemble des entraîneurs du circuit. Ce prix récompense un entraîneur qui a inspiré des générations de jeunes joueurs et collègues entraîneurs. Il est nommé en hommage à Tim Gullikson.

### Entraîneur de l'année
| Année | Entraîneur                    | Joueur entraîné    |
| ----- | ----------------------------- | ------------------ |
| 2016  | Magnus Norman                 | Stanislas Wawrinka |
| 2017  | Neville Godwin                | Kevin Anderson     |
| 2018  | Marián Vajda                  | Novak Djokovic     |
| 2019  | Gilles Cervara                | Daniil Medvedev    |
| 2020  | Fernando Vicente              | Andrey Rublev      |
| 2021  | Facundo Lugones               | Cameron Norrie     |
| 2022  | Juan Carlos Ferrero           | Carlos Alcaraz     |
| 2023  | Darren Cahill Simone Vagnozzi | Jannik Sinner      |
| 2024  | Michael Russell               | Taylor Fritz       |

### Prix Tim Gullikson pour la carrière d'entraîneur
| Année | Entraîneur    |
| ----- | ------------- |
| 2019  | Tony Roche    |
| 2020  | Bob Brett     |
| 2023  | José Higueras |

## Récompenses décernées par l'ATP

### Prix Arthur Ashe de l'humanitaire de l'année
Depuis 1983, l'ATP remet ce prix (Arthur Ashe Humanitarian Award) à un joueur ou une personnalité pour leur implication dans des actions humanitaires ou caritatives. Ce trophée est baptisé en hommage à Arthur Ashe.
Quatre personnes ont été récompensé de ce prix à 2 reprises : Andre Agassi, Aisam-Ul-Haq Qureshi, Roger Federer et Andy Murray.
| Année | Joueur                                    | Nationalité      |
| ----- | ----------------------------------------- | ---------------- |
| 1983  | John McEnroe                              | États-Unis       |
| 1984  | Alan King                                 | États-Unis       |
| 1985  | Stan Smith et Margie Smith                | États-Unis       |
| 1986  | Kay McEnroe                               | États-Unis       |
| 1987  | Rob Finkelstein                           | États-Unis       |
| 1990  | Marie-Claire Noah                         | France           |
| 1991  | John O'Shea                               | Irlande          |
| 1992  | Arthur Ashe                               | États-Unis       |
| 1993  | Orville Brown                             | États-Unis       |
| 1995  | Paul McNamee                              | Australie        |
| 1995  | Andre Agassi                              | États-Unis       |
| 1996  | Paul Flory                                | États-Unis       |
| 1997  | Nelson Mandela                            | Afrique du Sud   |
| 1998  | Patrick Rafter                            | Australie        |
| 1999  | Mac Winker                                | États-Unis       |
| 2000  | Richard Krajicek                          | Pays-Bas         |
| 2001  | Andre Agassi (2)                          | États-Unis       |
| 2002  | Amir Hadad et Aisam-Ul-Haq Qureshi        | Israël Pakistan  |
| 2003  | Gustavo Kuerten                           | Brésil           |
| 2004  | Andy Roddick                              | États-Unis       |
| 2005  | Carlos Moyà                               | Espagne          |
| 2006  | Roger Federer                             | Suisse           |
| 2007  | Ivan Ljubičić                             | Croatie          |
| 2008  | James Blake                               | États-Unis       |
| 2009  | MaliVai Washington                        | États-Unis       |
| 2010  | Rohan Bopanna et Aisam-Ul-Haq Qureshi (2) | Inde Pakistan    |
| 2011  | Rafael Nadal                              | Espagne          |
| 2012  | Novak Djokovic                            | Serbie           |
| 2013  | Roger Federer (2)                         | Suisse           |
| 2014  | Andy Murray                               | Royaume-Uni      |
| 2015  | Bob Bryan et Mike Bryan                   | États-Unis       |
| 2016  | Marin Čilić                               | Croatie          |
| 2017  | Horia Tecău                               | Roumanie         |
| 2018  | Tommy Robredo                             | Espagne          |
| 2019  | Kevin Anderson                            | Afrique du Sud   |
| 2020  | Frances Tiafoe                            | États-Unis       |
| 2021  | Marcus Daniell                            | Nouvelle-Zélande |
| 2022  | Andy Murray (2)                           | Royaume-Uni      |
| 2023  | Félix Auger-Aliassime                     | Canada           |
| 2024  | Dominic Thiem                             | Autriche         |

Note : en 1988 et 1989 le prix n'a pas été décerné.

### Prix Ron Bookman de l'excellence médiatique
Le Ron Bookman Media Excellence Award est remis depuis 1984 à une personnalité du monde médiatique. Cette récompense est baptisée depuis 1990 du nom de Ron Bookman, ancien journaliste et directeur exécutif adjoint de l'ATP jusqu'à son décès accidentel en 1988.
Le journal L'Équipe a remporté 3 fois ce prix, un record.
| Année | Lauréat               | Nationalité      |
| ----- | --------------------- | ---------------- |
| 1984  | Russ Adams            | États-Unis       |
| 1985  | Robert Briner         | États-Unis       |
| 1986  | Richard Evans         | États-Unis       |
| 1990  | Philippe Bouin        | France           |
| 1991  | Russ Adams (2)        | États-Unis       |
| 1992  | Dan Maskell           | Royaume-Uni      |
| 1993  | Rino Tommasi          | Italie           |
| 1994  | European Tennis Press | Union européenne |
| 1995  | Gianni Ciaccia        | Italie           |
| 1996  | Brett Haber           | États-Unis       |
| 1997  | John Parsons          | Royaume-Uni      |
| 1998  | Gerd Szepanski        | Allemagne        |
| 1999  | L'Équipe              | France           |
| 2000  | Iain Carter           | Royaume-Uni      |
| 2001  | Christopher Clarey    | États-Unis       |
| 2002  | Pedro Hernandez       | Espagne          |
| 2003  | John Parsons (2)      | Royaume-Uni      |
| 2004  | Tennis Channel        | États-Unis       |
| 2005  | Neil Harman           | Royaume-Uni      |
| 2006  | John Barrett          | Royaume-Uni      |
| 2007  | Bud Collins           | États-Unis       |
| 2008  | Alan Trengove         | Australie        |
| 2009  | Vincenzo Martucci     | Italie           |
| 2010  | L'Équipe (2)          | France           |
| 2011  | Juan José Mateo       | Espagne          |
| 2012  | Paul Newman           | États-Unis       |
| 2013  | Bendou Zhang          | Chine            |
| 2014  | Douglas Robson        | États-Unis       |
| 2015  | Linda Pearce          | Australie        |
| 2016  | Mike Dickson          | Royaume-Uni      |
| 2017  | Guillermo Salatino    | Argentine        |
| 2018  | Sue Barker            | Royaume-Uni      |
| 2019  | Courtney Walsh        | Australie        |
| 2020  | Kevin Mitchell        | Australie        |
| 2021  | Prajwal Hegde         | Inde             |
| 2022  | Sebastian Torok       | Argentine        |
| 2023  | L'Équipe (3)          | France           |
| 2024  | Joan Solsona          | Espagne          |

Note : de 1987 à 1989 le prix n'a pas été décerné.

## Récompenses décernées par les fans
Ces prix sont décernés à la suite d'un vote des fans sur les différentes plateformes de l'ATP.
Roger Federer, élu 19 fois, détient largement le record de prix remportés dans cette catégorie.
En double, Mike Bryan remporte 15 fois le prix, dont 14 dans l'équipe formée avec son frère Bob Bryan, deux records.

### Joueur préféré des fans
| Année | Joueur             | Nationalité |
| ----- | ------------------ | ----------- |
| 2000  | Gustavo Kuerten    | Brésil      |
| 2001  | Marat Safin        | Russie      |
| 2002  | Marat Safin (2)    | Russie      |
| 2003  | Roger Federer      | Suisse      |
| 2004  | Roger Federer (2)  | Suisse      |
| 2005  | Roger Federer (3)  | Suisse      |
| 2006  | Roger Federer (4)  | Suisse      |
| 2007  | Roger Federer (5)  | Suisse      |
| 2008  | Roger Federer (6)  | Suisse      |
| 2009  | Roger Federer (7)  | Suisse      |
| 2010  | Roger Federer (8)  | Suisse      |
| 2011  | Roger Federer (9)  | Suisse      |
| 2012  | Roger Federer (10) | Suisse      |
| 2013  | Roger Federer (11) | Suisse      |
| 2014  | Roger Federer (12) | Suisse      |
| 2015  | Roger Federer (13) | Suisse      |
| 2016  | Roger Federer (14) | Suisse      |
| 2017  | Roger Federer (15) | Suisse      |
| 2018  | Roger Federer (16) | Suisse      |
| 2019  | Roger Federer (17) | Suisse      |
| 2020  | Roger Federer (18) | Suisse      |
| 2021  | Roger Federer (19) | Suisse      |
| 2022  | Rafael Nadal       | Espagne     |
| 2023  | Jannik Sinner      | Italie      |
| 2024  | Jannik Sinner (2)  | Italie      |

### Équipe de double préférée des fans
| Année | Joueurs                             | Nationalité |
| ----- | ----------------------------------- | ----------- |
| 2005  | Bob Bryan Mike Bryan                | États-Unis  |
| 2006  | Bob Bryan (2) Mike Bryan (2)        | États-Unis  |
| 2007  | Bob Bryan (3) Mike Bryan (3)        | États-Unis  |
| 2008  | Bob Bryan (4) Mike Bryan (4)        | États-Unis  |
| 2009  | Bob Bryan (5) Mike Bryan (5)        | États-Unis  |
| 2010  | Bob Bryan (6) Mike Bryan (6)        | États-Unis  |
| 2011  | Bob Bryan (7) Mike Bryan (7)        | États-Unis  |
| 2012  | Bob Bryan (8) Mike Bryan (8)        | États-Unis  |
| 2013  | Bob Bryan (9) Mike Bryan (9)        | États-Unis  |
| 2014  | Bob Bryan (10) Mike Bryan (10)      | États-Unis  |
| 2015  | Bob Bryan (11) Mike Bryan (11)      | États-Unis  |
| 2016  | Bob Bryan (12) Mike Bryan (12)      | États-Unis  |
| 2017  | Bob Bryan (13) Mike Bryan (13)      | États-Unis  |
| 2018  | Mike Bryan (14) Jack Sock           | États-Unis  |
| 2019  | Bob Bryan (14) Mike Bryan (15)      | États-Unis  |
| 2020  | Jamie Murray Neal Skupski           | Royaume-Uni |
| 2021  | Pierre-Hugues Herbert Nicolas Mahut | France      |
| 2022  | Thanasi Kokkinakis Nick Kyrgios     | Australie   |
| 2023  | Karen Khachanov Andrey Rublev       | Russie      |
| 2024  | Simone Bolelli Andrea Vavassori     | Italie      |